# Cantonul Caen-2
Cantonul Caen-2 este un canton din arondismentul Caen, departamentul Calvados, regiunea Basse-Normandie, Franța.

## Comune
- Authie
- Caen (parțial, reședință)
- Carpiquet
- Saint-Contest
- Saint-Germain-la-Blanche-Herbe